# Discografia degli Eagles
Qui di seguito sono elencate tutte le produzioni degli Eagles.

## Discografia

### Album in studio
| Titolo                | Dettagli                                                                                                   | Posizione migliore in classifica | Posizione migliore in classifica | Posizione migliore in classifica | Posizione migliore in classifica | Posizione migliore in classifica | Posizione migliore in classifica | Posizione migliore in classifica | Posizione migliore in classifica | Posizione migliore in classifica | Certificazioni                                         |
| Titolo                | Dettagli                                                                                                   | USA                              | AUS                              | AUT                              | CAN                              | NL                               | NOR                              | NZ                               | SWE                              | UK                               | Certificazioni                                         |
| --------------------- | --- | -------------------------------- | -------------------------------- | -------------------------------- | -------------------------------- | -------------------------------- | -------------------------------- | -------------------------------- | -------------------------------- | -------------------------------- | ------------------------------------------------------ |
| Eagles                | - Data: 17 giugno 1972 - Casa discografica: Asylum Records - Formati: 8-track, CD, LP, MC                  | 22                               | —                                | —                                | 13                               | —                                | —                                | —                                | —                                | —                                | - UK: Argento - USA: Platino                           |
| Desperado             | - Data: 17 aprile 1973 - Casa discografica: Asylum Records - Formati: 8-track, CD, LP, MC                  | 41                               | —                                | —                                | 36                               | 5                                | —                                | 40                               | —                                | 39                               | - UK: Argento - USA: 2× Platino                        |
| On the Border         | - Data: 22 marzo 1974 - Casa discografica: Asylum Records - Formati: 8-track, CD, LP, MC                   | 17                               | —                                | —                                | 12                               | 3                                | —                                | —                                | —                                | 28                               | - UK: Argento - USA: 2× Platino                        |
| One of These Nights   | - Data: 10 giugno 1975 - Casa discografica: Asylum Records - Formati: 8-track, CD, LP, MC                  | 1                                | —                                | —                                | 2                                | 2                                | 9                                | 2                                | —                                | 8                                | - CAN: Platino - UK: Platino - USA: 4× Platino         |
| Hotel California      | - Data: 8 dicembre 1976 - Casa discografica: Asylum Records - Formati: 8-track, CD, LP, MC                 | 1                                | 1                                | 9                                | 1                                | 1                                | 1                                | 1                                | 3                                | 2                                | - CAN: 10× Platino - UK: 6× Platino - USA: 26× Platino |
| The Long Run          | - Data: 24 settembre 1979 - Casa discografica: Asylum Records - Formati: 8-track, CD, LP, MC               | 1                                | 1                                | —                                | 1                                | 3                                | 5                                | 2                                | 1                                | 4                                | - UK: Oro - USA: 7× Platino                            |
| Long Road Out of Eden | - Data: 30 ottobre 2007 - Casa discografica: ERC/Lost Highway Records - Formati: CD, LP, download digitale | 1                                | 1                                | 2                                | 1                                | 1                                | 1                                | 1                                | 2                                | 1                                | - AUS: 3× Platino - UK: 2× Platino - USA: 7× Platino   |

### Album dal vivo
| Titolo                      | Dettagli                                                                                       | Posizione massima in classifica | Posizione massima in classifica | Posizione massima in classifica | Posizione massima in classifica | Posizione massima in classifica | Posizione massima in classifica | Posizione massima in classifica | Posizione massima in classifica | Posizione massima in classifica | Certificazioni                                    |
| Titolo                      | Dettagli                                                                                       | USA                             | AUS                             | AUT                             | CAN                             | NL                              | NOR                             | NZ                              | SWE                             | UK                              | Certificazioni                                    |
| --------------------------- | ---------------------------------------------------------------------------------------------- | ------------------------------- | ------------------------------- | ------------------------------- | ------------------------------- | ------------------------------- | ------------------------------- | ------------------------------- | ------------------------------- | ------------------------------- | ------------------------------------------------- |
| Eagles Live                 | - Data: 7 novembre 1980 - Casa discografica: Asylum Records - Formati: 8-track, LP, CD, MC     | 6                               | —                               | —                               | 41                              | 7                               | —                               | 9                               | —                               | 24                              | - CAN: Oro - UK: Oro - USA: 7× Platino            |
| Hell Freezes Over           | - Data: 8 novembre 1994 - Casa discografica: Geffen Records - Formati: CD, MC                  | 1                               | 23                              | 24                              | 1                               | 10                              | 3                               | 13                              | 9                               | 18                              | - CAN: 7× Platino - UK: Platino - USA: 9× Platino |
| New Zealand Concert         | - Data: 17 febbraio 2009 - Casa discografica: Immortal Records - Formati: CD                   | —                               | —                               | —                               | —                               | —                               | —                               | —                               | —                               | —                               |                                                   |
| Live from the Forum MMXVIII | - Data: 16 ottobre 2020 - Casa discografica: Warner Music - Formati: LP, CD, download digitale | —                               | —                               | —                               | —                               | —                               | —                               | —                               | —                               | —                               |                                                   |

### Compilation
| Titolo                                      | Dettagli | Posizione massima in classifica | Posizione massima in classifica | Posizione massima in classifica | Posizione massima in classifica | Posizione massima in classifica | Posizione massima in classifica | Posizione massima in classifica | Posizione massima in classifica | Posizione massima in classifica | Certificazioni                                      |
| Titolo                                      | Dettagli | USA                             | AUS                             | AUT                             | CAN                             | NL                              | NOR                             | NZ                              | SWE                             | UK                              | Certificazioni                                      |
| ------------------------------------------- | --- | ------------------------------- | ------------------------------- | ------------------------------- | ------------------------------- | ------------------------------- | ------------------------------- | ------------------------------- | ------------------------------- | ------------------------------- | --------------------------------------------------- |
| Their Greatest Hits (1971-1975)             | - Data: 17 febbraio 1976 - Casa discografica: Asylum Records - Formati: 8-track, CD, LP                                   | 1                               | —                               | —                               | 1                               | —                               | 8                               | 2                               | 31                              | 2                               | - CAN: 20× Platino - UK: Platino - USA: 38× Platino |
| Eagles Greatest Hits, Vol.2                 | - Data: 13 novembre 1982 - Casa discografica: Asylum Records - Formati: 8-track, CD, LP                                   | 52                              | —                               | —                               | 63                              | —                               | —                               | 2                               | —                               | —                               | - USA: 11× Platino                                  |
| Hotel California/The Long Run               | - Data: 1984 - Casa discografica: Asylum Records - Formati: CD, LP, MC                                                    | —                               | —                               | —                               | —                               | —                               | —                               | —                               | —                               | —                               |                                                     |
| The Best of the Eagles                      | - Data: 1985 - Casa discografica: Asylum Records - Formati: 8-track, CD, LP                                               | —                               | 26                              | —                               | —                               | —                               | —                               | 1                               | —                               | 8                               | - UK: 4× Platino                                    |
| The Legend of Eagles                        | - Data: 1988 - Casa discografica: WEA Music - Formati: CD, LP, MC                                                         | —                               | —                               | —                               | —                               | 5                               | —                               | —                               | —                               | —                               |                                                     |
| The Very Best of the Eagles                 | - Data: 1994 - Casa discografica: Asylum Records - Formati: CD, MC                                                        | —                               | 2                               | —                               | 28                              | 9                               | 4                               | 3                               | 7                               | 4                               | - UK: Platino                                       |
| Selected Works: 1972-1999                   | - Data: 14 novembre 2000 - Casa discografica: Asylum Records - Formati: CD, MC - Altro: box set                           | 109                             | —                               | —                               | —                               | —                               | —                               | —                               | —                               | —                               | - USA: Platino                                      |
| The Very Best of the Eagles                 | - Data: 2001 - Casa discografica: Warner Bros. Records - Formati: CD                                                      | —                               | —                               | —                               | —                               | —                               | —                               | 9                               | —                               | 3                               | - UK: 2× Platino                                    |
| The Very Best Of The Complete Greatest Hits | - Data: 15 settembre 2003 (USA), 21 ottobre 2003 (UK, AUS) - Casa discografica: Warner Bros. Records - Formati: CD        | 3                               | 17                              | 43                              | 8                               | 29                              | 29                              | 5                               | 8                               | 9                               | - CAN: 2× Platino - USA: 5× Platino                 |
| Eagles                                      | - Data: 15 marzo 2005 - Casa discografica: Warner Bros. Records - Formati: CD, download digitale - Altro: box set         | —                               | —                               | —                               | —                               | —                               | —                               | —                               | —                               | —                               |                                                     |
| The Studio Albums 1972-1979                 | - Data: 25 marzo 2013 - Casa discografica: Rhino/Warner Bros. Records - Formati: CD, download digitale - Altro: box set   | —                               | —                               | —                               | —                               | —                               | —                               | —                               | —                               | 156                             |                                                     |
| Legacy                                      | - Data: 2 novembre 2018 - Casa discografica: Rhino/Warner Bros. Records - Formati: CD, download digitale - Altro: box set | —                               | —                               | —                               | —                               | —                               | —                               | —                               | —                               | —                               |                                                     |
| To The Limit: The Essential Collection      | - Data: 12 aprile 2024 - Casa discografica: Rhino - Formati: CD, LP, download digitale                                    | —                               | —                               | —                               | —                               | —                               | —                               | —                               | —                               | —                               |                                                     |

### Singoli
| Anno | Titolo                         | Posizione migliore in classifica | Posizione migliore in classifica | Posizione migliore in classifica | Posizione migliore in classifica | Posizione migliore in classifica | Posizione migliore in classifica | Posizione migliore in classifica | Posizione migliore in classifica | Posizione migliore in classifica | Posizione migliore in classifica | Certificazioni               | Album di provenienza    |
| Anno | Titolo                         | USA                              | USA AC                           | USA Country                      | CAN                              | CAN AC                           | CAN Country                      | NL                               | NOR                              | NZ                               | UK                               | Certificazioni               | Album di provenienza    |
| ---- | ------------------------------ | -------------------------------- | -------------------------------- | -------------------------------- | -------------------------------- | -------------------------------- | -------------------------------- | -------------------------------- | -------------------------------- | -------------------------------- | -------------------------------- | ---------------------------- | ----------------------- |
| 1972 | Take It Easy                   | 12                               | —                                | —                                | 8                                | —                                | —                                | —                                | —                                | —                                | —                                |                              | Eagles                  |
| 1972 | Witchy Woman                   | 9                                | —                                | —                                | 8                                | —                                | —                                | 26                               | —                                | —                                | —                                |                              | Eagles                  |
| 1972 | Peaceful Easy Feeling          | 22                               | —                                | —                                | 35                               | 22                               | —                                | —                                | —                                | —                                | —                                |                              | Eagles                  |
| 1973 | Tequila Sunrise                | 64                               | —                                | —                                | 68                               | 81                               | —                                | —                                | —                                | —                                | —                                |                              | Desperado               |
| 1973 | Outlaw Man                     | 59                               | —                                | —                                | —                                | —                                | —                                | —                                | —                                | —                                | —                                |                              | Desperado               |
| 1974 | Already Gone                   | 32                               | —                                | —                                | 12                               | —                                | —                                | —                                | —                                | —                                | —                                |                              | On the Border           |
| 1974 | James Dean                     | 77                               | —                                | —                                | 56                               | —                                | —                                | —                                | —                                | —                                | —                                |                              | On the Border           |
| 1974 | Best of My Love                | 1                                | 1                                | —                                | 1                                | 1                                | —                                | —                                | —                                | —                                | —                                |                              | On the Border           |
| 1975 | One of These Nights            | 1                                | —                                | —                                | 13                               | 18                               | —                                | 7                                | —                                | 3                                | 23                               |                              | One of These Nights     |
| 1975 | Lyin' Eyes                     | 2                                | 3                                | 8                                | 19                               | 4                                | 20                               | 23                               | —                                | 7                                | 23                               |                              | One of These Nights     |
| 1975 | Take It to the Limit           | 4                                | 4                                | —                                | 16                               | 6                                | —                                | —                                | —                                | 23                               | 12                               |                              | One of These Nights     |
| 1976 | New Kid in Town                | 1                                | 2                                | 43                               | 1                                | 2                                | 18                               | 11                               | 9                                | 6                                | 20                               | - USA: Oro                   | Hotel California        |
| 1976 | Hotel California               | 1                                | —                                | —                                | 1                                | 2                                | —                                | 6                                | 5                                | 5                                | 8                                | - UK: Platino - USA: Platino | Hotel California        |
| 1977 | Life in the Fast Lane          | 11                               | —                                | —                                | 15                               | 41                               | —                                | —                                | —                                | —                                | —                                |                              | Hotel California        |
| 1978 | Please Come Home for Christmas | 18                               | —                                | —                                | 63                               | —                                | —                                | 5                                | —                                | 28                               | 30                               |                              | —                       |
| 1979 | Heartache Tonight              | 1                                | —                                | —                                | 1                                | —                                | —                                | 20                               | —                                | 7                                | 40                               | - USA: Oro                   | The Long Run            |
| 1979 | The Long Run                   | 8                                | —                                | —                                | 9                                | 9                                | —                                | —                                | —                                | 30                               | 66                               |                              | The Long Run            |
| 1980 | I Can't Tell You Why           | 8                                | 3                                | —                                | 5                                | 2                                | —                                | 49                               | —                                | 11                               | —                                |                              | The Long Run            |
| 1980 | Seven Bridges Road             | 21                               | —                                | 55                               | —                                | —                                | —                                | —                                | —                                | —                                | —                                |                              | Eagles Live             |
| 1994 | Get Over It                    | 31                               | 21                               | —                                | 4                                | 13                               | —                                | —                                | —                                | —                                | —                                |                              | Hell Freezes Over       |
| 1995 | Love Will Keep Us Alive        | —                                | 1                                | —                                | 10                               | 11                               | —                                | —                                | —                                | —                                | 52                               |                              | Hell Freezes Over       |
| 1995 | The Girl from Yesterday        | —                                | —                                | 58                               | —                                | —                                | 69                               | —                                | —                                | —                                | —                                |                              | Hell Freezes Over       |
| 1995 | Learn to Be Still              | —                                | 15                               | —                                | 9                                | —                                | —                                | —                                | —                                | —                                | —                                |                              | Hell Freezes Over       |
| 2003 | Hole in the World              | 69                               | 5                                | —                                | 11                               | —                                | —                                | 51                               | —                                | —                                | 69                               |                              | The Very Best of Eagles |
| 2005 | No More Cloudy Days            | —                                | 3                                | —                                | —                                | —                                | —                                | —                                | —                                | —                                | —                                |                              | Long Road Out of Eden   |
| 2007 | How Long                       | —                                | 7                                | 23                               | —                                | —                                | —                                | —                                | —                                | —                                | —                                |                              | Long Road Out of Eden   |
| 2008 | Busy Being Fabulous            | —                                | 12                               | 28                               | —                                | —                                | —                                | —                                | —                                | —                                | —                                |                              | Long Road Out of Eden   |
| 2008 | What Do I Do With My Heart     | —                                | 13                               | —                                | —                                | —                                | —                                | —                                | —                                | —                                | —                                |                              | Long Road Out of Eden   |
| 2009 | I Don't Want to Hear Any More  | —                                | 23                               | —                                | —                                | —                                | —                                | —                                | —                                | —                                | —                                |                              | Long Road Out of Eden   |